# Opština Želino
Želino (makedonsky Желино, albánsky Zhelinë) je opština (okres) v Severní Makedonii. Želino je také název vesnice, která je centrem opštiny.
Opština Želino je jednou z 9 opštin v Položském regionu.

## Geografie
Opština sousedí na severu s opštinou Jegunovce, na východě s hlavním městem Skopje, na severozápadě s opštinou Tetovo, na západě s opštinou Brvenica, na jihovýchodě s opštinou Sopiště a na jihu s opštinou Makedonski Brod.
Centrem opštiny je vesnice Želino. Pod ni spadá dalších 17 vesnic:
| Vesnice       | Počet obyvatel |
| ------------- | -------------- |
| Cerovo        | 511            |
| Čiflik        | 1 180          |
| Dobarce       | 1 695          |
| Dolna Lešnica | 625            |
| Gorna Lešnica | 189            |
| Grupčin       | 968            |
| Kopačin Dol   | 907            |
| Larce         | 1 868          |
| Lukovica      | 47             |
| Merovo        | 901            |
| Novo Selo     | 667            |
| Ozormište     | 1 219          |
| Palatica      | 2 516          |
| Rogle         | 566            |
| Sedlarevo     | 1 611          |
| Strimnica     | 2 422          |
| Treboš        | 2 388          |

## Demografie
Podle sčítání lidu z roku 2021 žije v opštině 18 988 obyvatel. Etnickými skupinami jsou: 
- Albánci – 18 191 (95,8 %)
- Makedonci – 9 (0,05 %)
- ostatní a neuvedeno – 788 (4,15 %)